# Mírp
A mírp (a prím visszafelé olvasva, angol emirp) olyan prímszám, aminek számjegyeit (tízes számrendszerben) visszafelé olvasva másik prímszámot kapunk.  Ez a definíció kizárja a palindromprímeket. A megfordítható prím kifejezést is használják a mírp helyett, de ez kétértelmű módon magában foglalhatja a palindromprímeket is.
A mírpek sorozata így kezdődik: 13, 17, 31, 37, 71, 73, 79, 97, 107, 113, 149, 157, 167, 179, 199, 311, 337, 347, 359,... (A006567 sorozat az OEIS-ben).
Az összes nem-palindrom permutálható prímszám mírp.
2009 novemberében a legnagyobb ismert mírp a 1010006+941992101×104999+1 volt, amit Jens Kruse Andersen talált meg 2007 októberében.
A „mírpléf” (emirpimes) használható a megfordítható félprímek megnevezésére.